# University of Wisconsin-Madison Women's Volleyball
La University of Wisconsin-Madison Women's Volleyball è la squadra di pallavolo femminile appartenente alla University of Wisconsin-Madison, con sede a Madison (Wisconsin): milita nella Big Ten Conference della NCAA Division I.

## Storia
La squadra di pallavolo femminile della University of Wisconsin-Madison viene fondata nel 1974 e affiliata alla Big Ten Conference un anno dopo. Nel 1989 arriva il primo successo nella storia delle Badgers, con l'affermazione al WIVC, bissato nel 1995, quando il torneo era già ribattezzato NIVC. Sempre negli anni novanta, il programma si aggiudica i suoi primi titoli di conference (1991 e 1997), sfiorando l'accesso alle Final-4. 
Nel 2000 le Badgers conquistano il loro terzo titolo di conference, e, durante il torneo NCAA Division I, approdano per la prima volta a una Final-4, dove hanno la meglio in semifinale sulla Southern California, prima di arrendersi in finale alla Nebraska. Nonostante un'altra affermazione in conference nel 2001, soltanto nel 2013 si spingono nuovamente all'atto conclusivo del torneo, quando eliminano la Texas in semifinale, ma escono nuovamente sconfitte in finale, questa volta contro la Penn State.
Riconquistano nuovamente il titolo della Big Ten Conference prima nel 2014 e poi nel 2019, anno in cui nel torneo NCAA raggiungono nuovamente la finale, ma, dopo aver sconfitto la Baylor in semifinale, rimediano un'altra sconfitta per mano della Stanford. Un anno dopo centrano il settimo titolo di conference della propria storia, partecipando al torneo NCAA Division I 2020 come testa di serie numero 1: dopo qualche difficoltà nella finale regionale contro la Florida, sconfitta solo dopo cinque set, escono di scena già al primo atto della Final-4, battute per 3-0 dalla Texas.
Dopo aver conquistato l'ottavo titolo di conference della propria storia, le Badgers raggiungono nuovamente la Final-4 della NCAA Division I 2021, dove sconfiggono in cinque set prima la Louisville, testa di serie numero 1, poi la Nebraska, aggiudicandosi il primo titolo della propria storia.

## Palmarès
- NCAA Division I: 1

2021
- NIVC: 2

1989, 1995

## Record
| Piazzamento          |    | Edizione                                                                   |
| -------------------- | -- | -------------------------------------------------------------------------- |
| Tornei NCAA          | 28 | Vincitrice: 1 2021                                                         |
| Tornei NCAA          | 28 | Finale: 3 2000, 2013, 2019                                                 |
| Tornei NCAA          | 28 | Semifinali: 2 2020, 2023                                                   |
| Tornei NCAA          | 28 | Elite Eight: 9 1997, 1998, 2004, 2005, 2014, 2016, 2018, 2022, 2024        |
| Tornei NCAA          | 28 | Sweet Sixteen: 7 1990, 1991, 1996, 2001, 2006, 2015, 2017                  |
| Tornei NCAA          | 28 | Secondo turno: 5 1993, 1999, 2002, 2003, 2007                              |
| Tornei NCAA          | 28 | Primo turno: 1 1994                                                        |
| Titoli di conference | 9  | Big Ten Conference: 9 1991, 1997, 2000, 2001, 2014, 2019, 2020, 2021, 2022 |

## Conference
- Big Ten Conference: 1975-

## National Player of the Year
- Dana Rettke (2021)
- Sarah Franklin (2023)

## National Freshman of the Year
- Dana Rettke (2017)

## All-America

### First Team
- Sherisa Livingston (2000, 2001)
- Elizabeth Fitzgerald (2001)
- Lauren Carlini (2014, 2015, 2016)
- Dana Rettke (2017, 2018, 2019, 2020, 2021)
- Sydney Hilley (2019, 2020, 2021)
- Sarah Franklin (2023, 2024)

### Second Team
- Lisa Boyd (1990)
- Laura Abbinante (1996)
- Kelly Kennedy (1997, 1998)
- Amy Lee (1997)
- Jenny Maastrict (1999)
- Elizabeth Fitzgerald (2000)
- Erin Byrd (2002)
- Jackie Simpson (2006)
- Brittney Dolgner (2007)
- Taylor Morey (2014)
- Courtney Thomas (2014)
- Haleigh Nelson (2015, 2016)
- Sydney Hilley (2018)
- Molly Haggerty (2019)
- Lauren Barnes (2020, 2021)
- Anna Smrek (2023)

### Third Team
- Morgan Shields (2002)
- Jill Odenthal (2004)
- Sheila Shaw (2005)
- Taylor Reineke (2007)
- Lauren Carlini (2013)
- Molly Haggerty (2016)
- Tionna Williams (2016)
- Madison Duello (2018)
- Devyn Robinson (2020, 2022)
- Sarah Franklin (2022)
- Danielle Hart (2022)
- Carter Booth (2023)
- Charlie Fuerbringer (2024)

## Allenatori
- Kay Von Guten: 1974
- Pat Hielscher: 1975-1977
- Kristi Conklin: 1978-1980
- Niels Pedersen: 1981
- Russ Carney: 1982-1985
- Steve Lowe: 1986-1990
- Margie Fitzpatrick: 1991
- John Cook: 1992-1998
- Pete Waite: 1999-2012
- Kelly Sheffield: 2013-